# Puig de l'Ofrena
El Puig de l'Ofrena és una muntanya de 1.352 metres que es troba al municipi de Vidrà, a la comarca d'Osona.